# Tennis Masters Series Indian Wells 2001
Die Pacific Life Open 2001 waren ein Tennisturnier der WTA Tour 2001 für Damen und ein Tennisturnier der ATP Tour 2001 für Herren in Indian Wells. Beide Turniere wurden vom 5. bis 17. März 2001 ausgetragen.